# Abdij Sainte-Marie de Fontfroide
De Abdij Sainte-Marie de Fontfroide werd in 1093 gesticht. Het kloostercomplex ligt in een rustig dal in de Languedoc ten zuidwesten van Narbonne in Frankrijk.

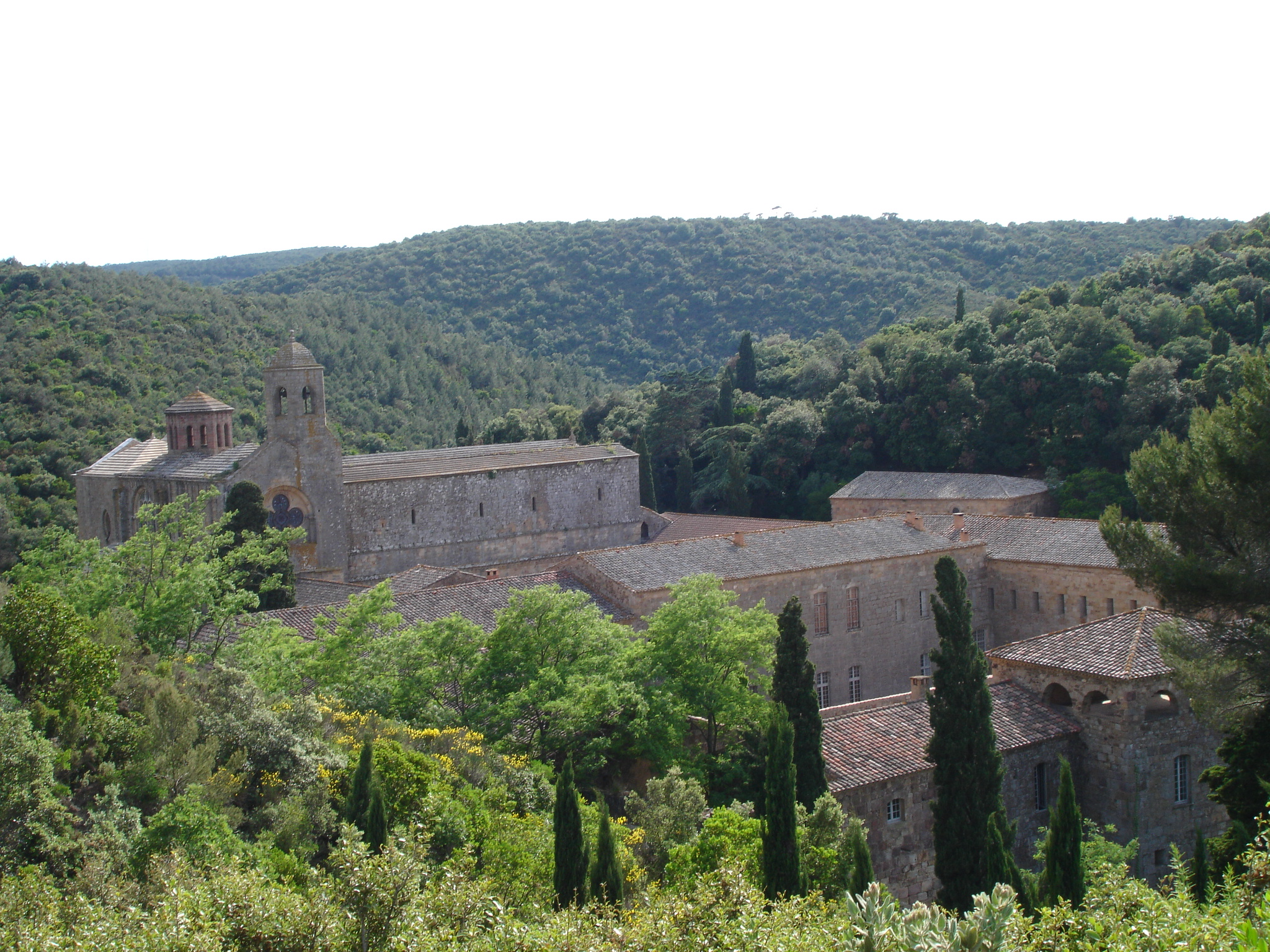
De abdij Sainte-Marie de Fontfroide, algemeen overzicht

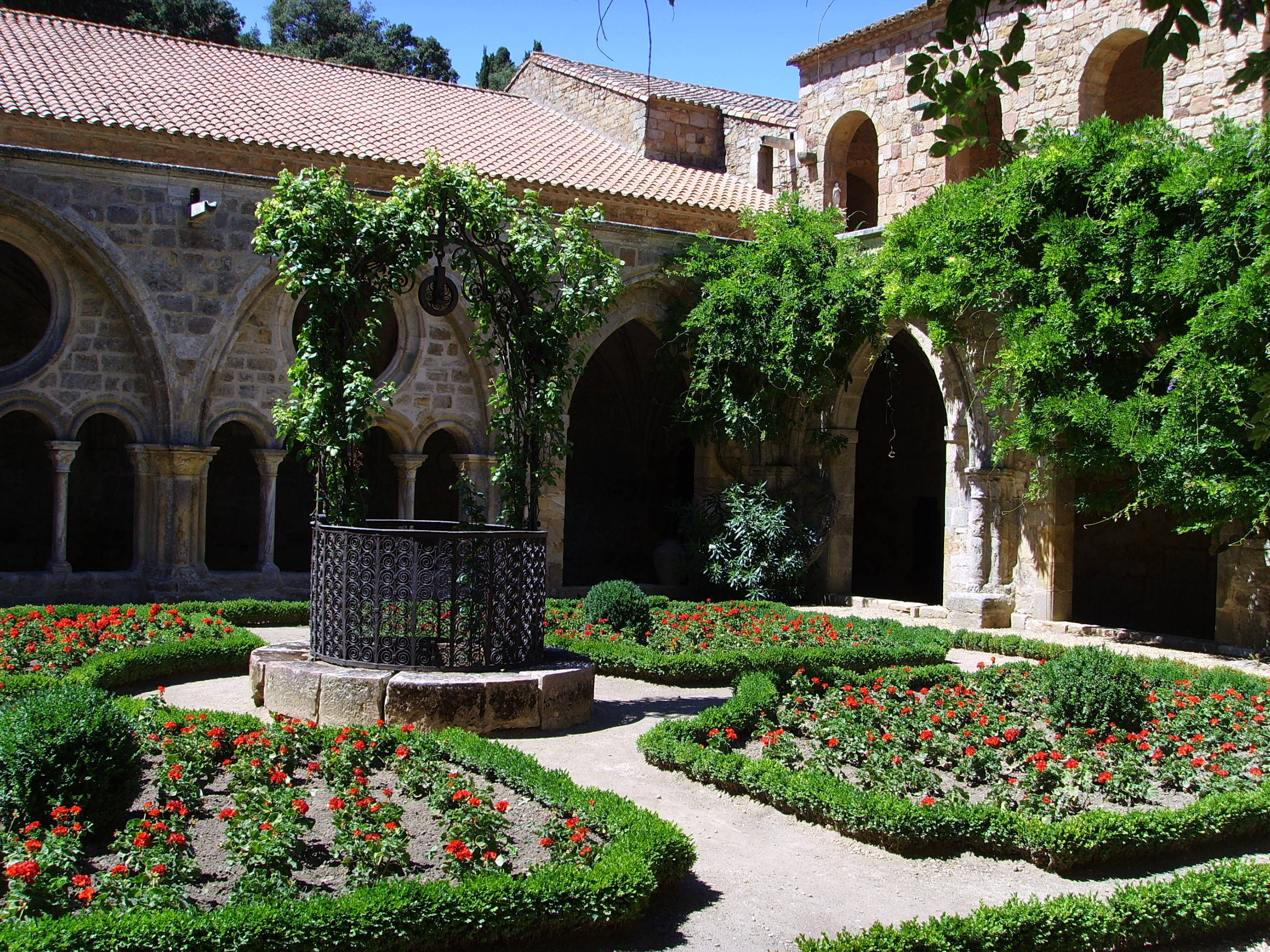
De kloosterhof

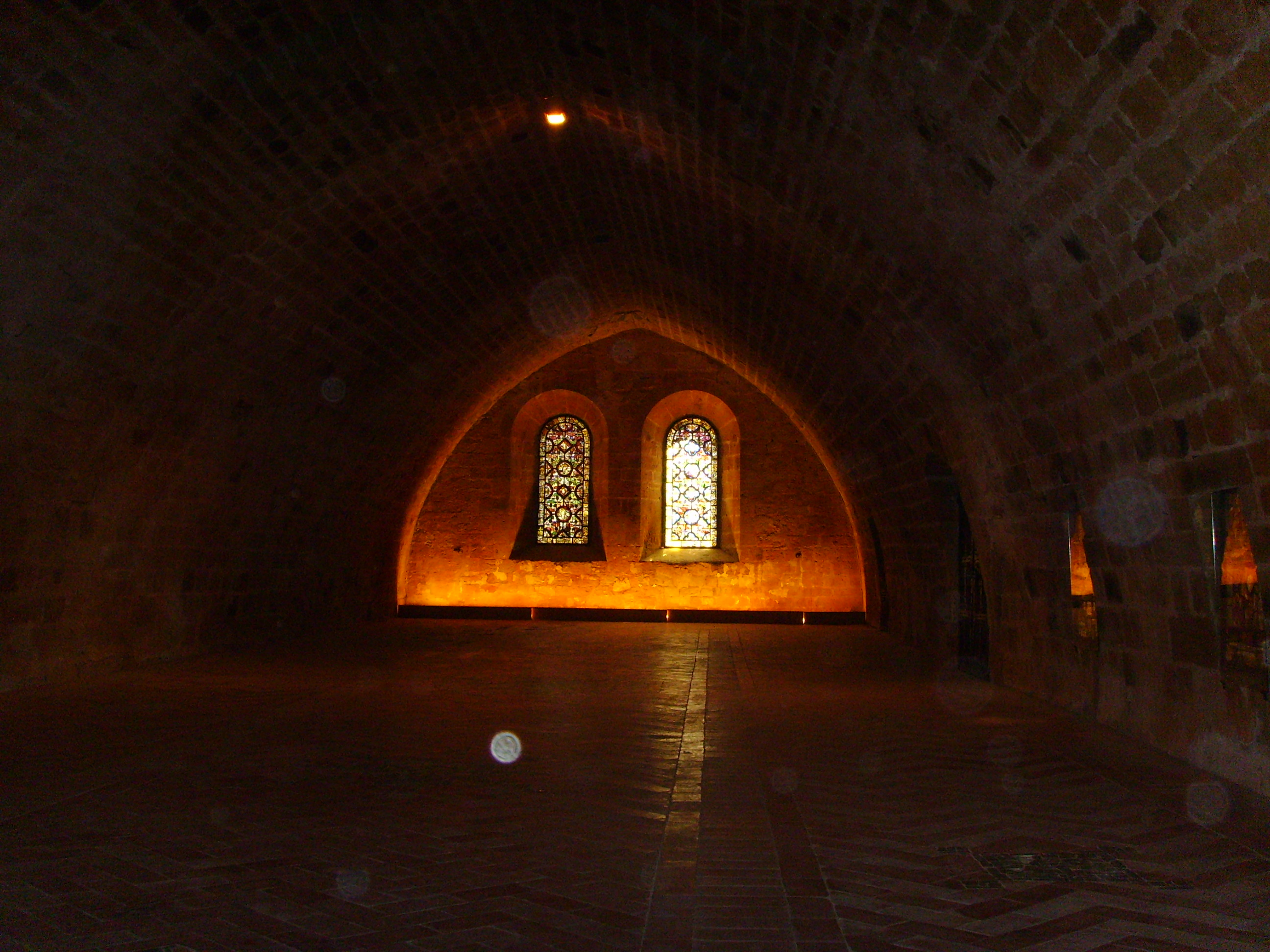
De slaapzaal van de lekenbroeders

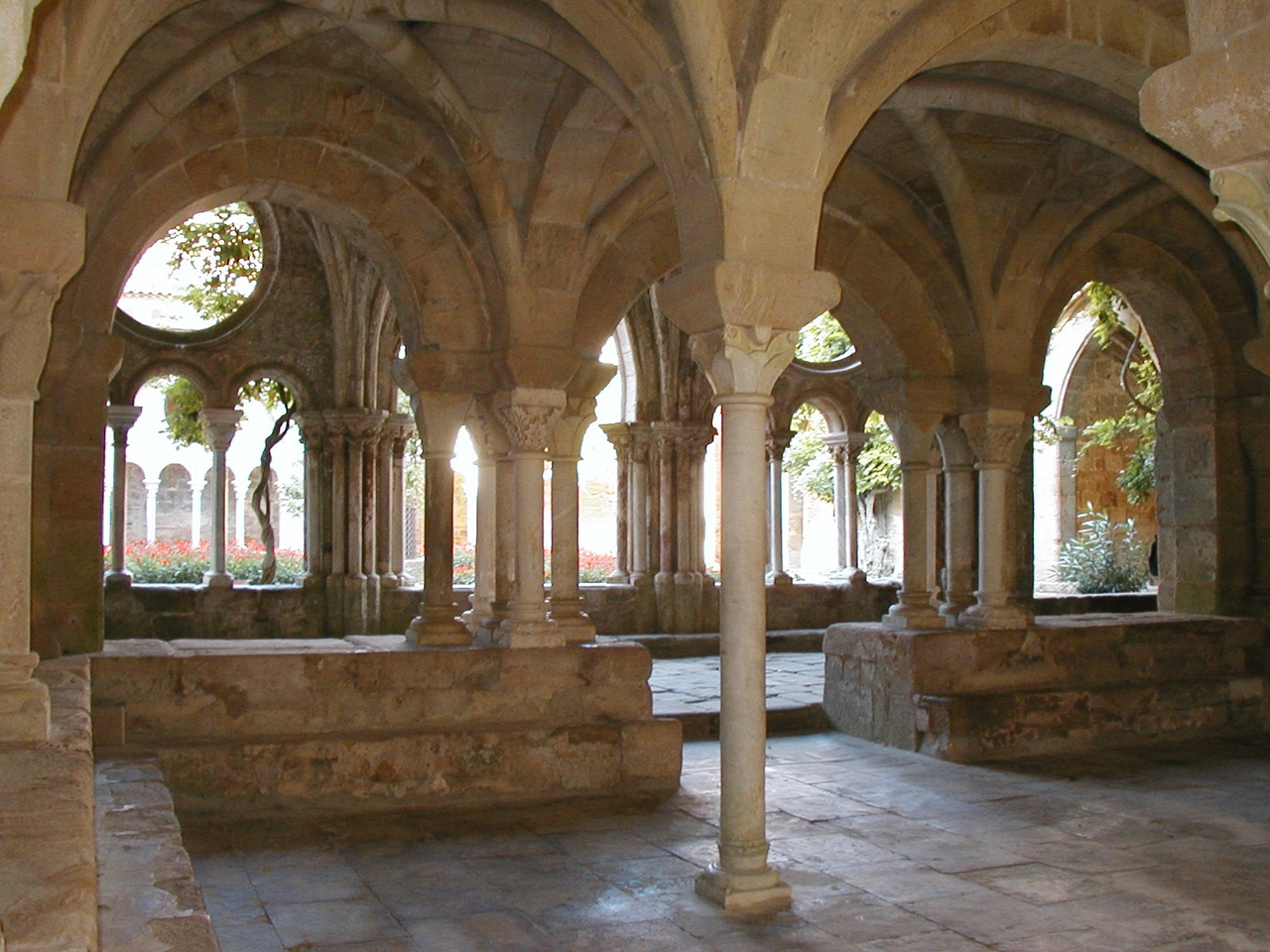
Het kapittel

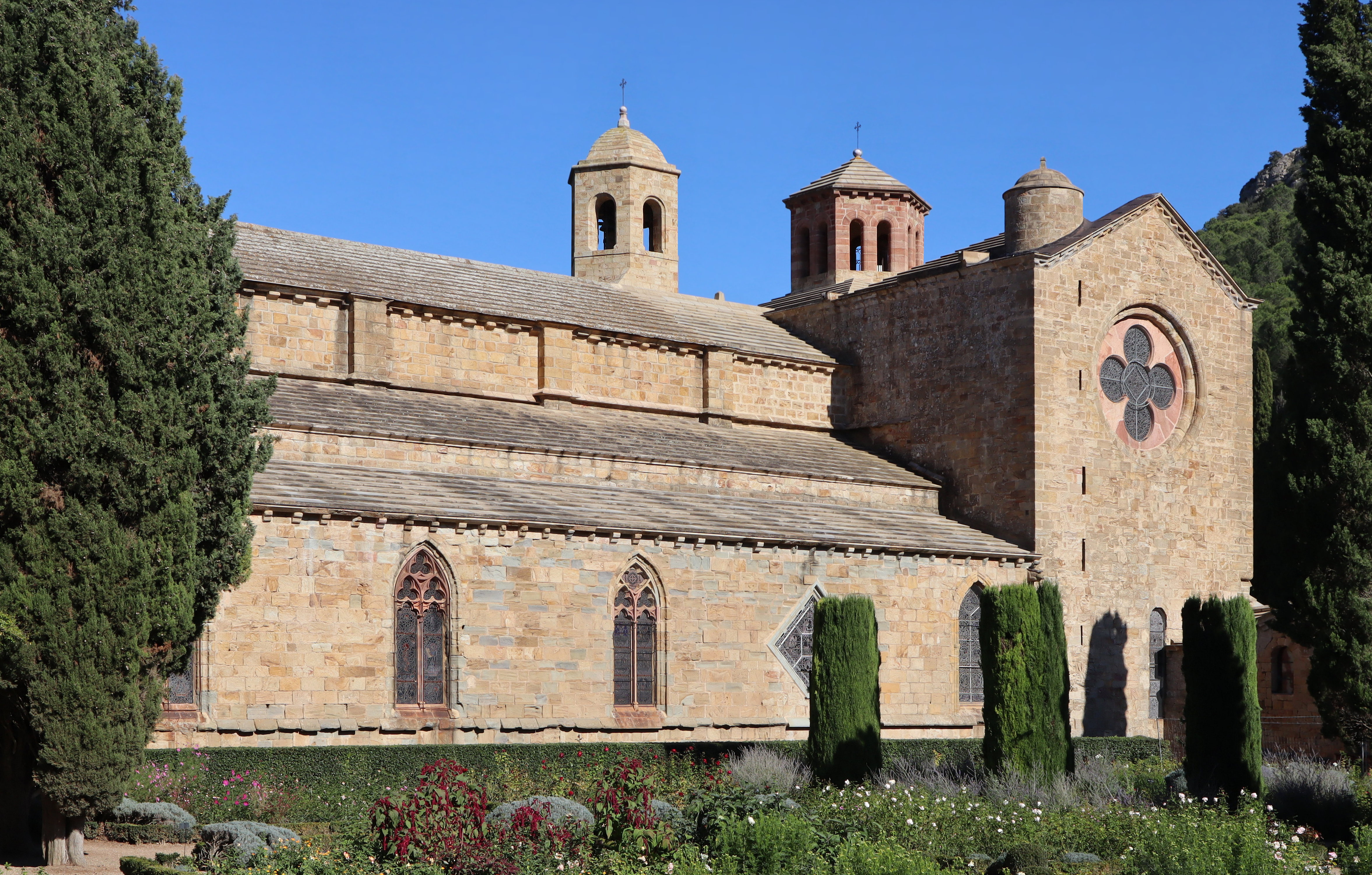
De kerk uit 1146

## Geschiedenis

### Stichting
In 1093 kregen verspreid in de Corbières wonende kluizenaars van Aymeric II van Narbonne toestemming een klooster te stichten in Fontfroide. Aanvankelijk volgden de monniken de regels van Benedictus van Nursia. In 1144 sloten ze zich aan bij het klooster Grandselve (ten noordwesten van Toulouse) en samen met dit klooster voegden ze zich in 1146 bij de Cisterciënzers. In 1151 stichtte men vanuit Fontfroide het befaamde dochterklooster Poblet in Catalonië.

### De kruistocht tegen de Katharen
In de 12e en 13e eeuw speelde Fontfroide een bepalende rol in het conflict tussen de Katholieke Kerk en de katharen. Paus Innocentius III benoemde twee monniken uit Fontfroide als pauselijk legaat ter bekering van de katharen. Een van hen was Pierre de Castelnau, die in 1208 in Saint-Gilles werd vermoord. In 1209 begon daarop de kruistocht tegen de katharen, aangevoerd door de abt van Cîteaux, die eerder abt van Fontfroide was.

### Bloeiperiode 13e eeuw
In de tweede helft van de 13e eeuw werden in Fontfroide omvangrijke uitbreidingen gerealiseerd. De kerk uit 1146 werd gerenoveerd. Onder leiding van de abten Arnoud Nouvel (1255-1317) en Jacques Fournier (1280-1342) - de latere paus Benedictus XII - kende Fontfroide een ongekende bloei. Het klooster bezat uitgestrekte landerijen in de Languedoc. Ongeveer 25 kloosterboerderijen (voorhoven) vormden als het ware een groot netwerk voor de exploitatie van het land. Elke boerderij had de beschikking over 100-150 ha landbouwgrond. Wijnbouw, maar vooral ook een grote veestapel (ongeveer 20.000 stuks) vormden de belangrijkste inkomstenbron. De koningen van Aragon en de graven van Foix verleenden het klooster graasrechten op hun gebied.

### In commende
In 1476 werd de abdij ‘in commende’ gegeven. Paus Gregorius XI (1370-1378) had dit systeem in het leven geroepen. Daarbij werd een einde gemaakt aan de vrije verkiezing van een abt door de kloostergemeenschap. Ervoor in de plaats kwamen benoemingen, waarbij vaak politieke en economische overwegingen doorslaggevend waren, zeker toen na het Concordaat van Bologna (1516) de Franse koning het benoemingsrecht kreeg. Niet zelden vloeide een groot deel van de kloosterinkomsten naar de extern benoemde abt en moest de kloostergemeenschap genoegen nemen met een relatief gering deel. In 1764 werd het systeem van de commende afgeschaft. De nog aanwezige monniken leefden in de 18e eeuw al lang niet meer volgens de strenge regels van de Cisterciënzerorde. Dat betekende evenwel niet dat het materiële bezit werd verwaarloosd. Grote geldsommen werden besteed aan renovatie, uitbreiding en verfraaiing.

### Na de Franse Revolutie
In de woelige periode van de Franse Revolutie verloor Fontfroide zijn religieuze status. In 1791 verliet de laatste monnik het klooster. Gebouwen en omliggende landerijen kwamen in handen van de staat. De inkomsten werden toegewezen aan de stad Narbonne voor het onderhoud van de ziekenhuizen. Daardoor werd Fontfroide niet, zoals veel kloosters in die tijd, geplunderd of gesloopt. Dankzij de inspanningen van Prosper Mérimée en Eugène Viollet-le-Duc kwam de abdij in 1843 onder monumentenzorg.

### Hernieuwd kloosterleven
Op 6 september 1858 werd Fontfroide weer een door monniken bewoond klooster. Vanuit de abdij van Sénanque, die sinds 1856 weer een religieuze gemeenschap kende en snel in omvang groeide, kwam een groep monniken om Fontfroide weer bewoonbaar te maken. Tot 1901 werd het klooster door de cisterciënzers bewoond. In dat jaar werd de wet tegen de kloosterorden van kracht en de monniken wensten zich niet aan deze wet te onderwerpen. Ze gingen in ballingschap naar Spanje. De abdij werd verkocht.

### Cultureel centrum
In 1908 kwam de abdij opnieuw onder de hamer. Er kwam een bod van de Amerikaanse beeldhouwer en kunstliefhebber Georges Grey Barnard. Daarmee dreigden belangrijke elementen van het klooster naar de Verenigde Staten verscheept te worden. Door tijdige tussenkomst van Gustave Fayet en zijn vrouw Madeleine d’Andoque de Sériège kwam een hoger bod tot stand. Op 23 februari 1908 kwam de abdij in handen van Gustave en Madeleine Fayet. De Fayets gaven direct opdracht tot het uitvoeren van restauratiewerkzaamheden in de vervallen abdij. Ze maakten van het klooster een cultureel en artistiek centrum, waar toonaangevende kunstenaars korte of lange tijd verbleven. Onder hen Odilon Redon, Richard Burgstahl, Aristide Maillol, Maurice Ravel en Ricardo Viñez.

## Bouwkundige aspecten
Het bouwplan van de abdij volgt de voorschriften van Bernardus van Clairvaux. Ook voor Fontfroide geldt dat de meeste principes, ontleend aan de regel van Benedictus van Nursia, bij de bouw zijn gerespecteerd. Ascese en armoede vormden de geest van Citeaux. Soberheid is daarom een belangrijk kenmerk van de architectuur.
Het grondplan wordt gevormd door het zogenaamde ‘kloostervierkant’ van Bernardus van Clairvaux. Naast de kerk en de kloostergang kent Fonfroide de typische tweedeling van een cisterciënzerklooster: een gebouw voor de adellijke koormonniken, direct aansluitend op het dwarsschip van de kerk, en een gebouw voor de lekenbroeders dat aansluit op het lekenbroederskoor in de kerk. Het gebouw voor de lekenbroeders ligt in het westelijk deel van het kloostercomplex, gericht op de buitenwereld. Via de zogenaamde ‘Ruelle des converts’ verliep de communicatie tussen beide kloostergroepen.
De kerk uit de 12e eeuw kent een tongewelf. De pilaren hebben een bijzondere vorm. Twee dubbele, ranke zuilen steunen op een meerhoekig stuk metselwerk dat de bovenkant van een sober uitgevoerde sokkel. Het lijkt alsof de zuilen ‘zweven’. De ramen zijn van latere datum. Ze zijn ontworpen door Richard Burgstahl (pseudoniem voor de musicus-schilder Rémi Billa) en eigenlijk niet conform de oorspronkelijke bouwvoorschriften voor een cisterciënzerkerk (grijze ramen). De huidige glas-in-loodramen zijn geplaatst vanaf 1913. De westgevel van de kerk heeft twee ramen en een oculus, een verwijzing naar de drie-eenheid.
De kloostergang dateert van de 13e eeuw. Romaanse en gotische stijlelementen zijn harmonieus samengevoegd. Opvallend zijn de oculi in de timpanen. De kapitelen van de arcades worden gekenmerkt door sierlijk beeldhouwwerk.
Ook de kapittelzaal profiteert van het licht dat via de oculi naar binnen valt. De gewelven steunen op slanke pilaren die in de 13e eeuw werden geplaatst ter vervanging van de oorspronkelijke zwaardere kolommen. De kapittelzaal speelde een essentiële rol in het dagelijks leven van de monniken. Hier las men de Capitula uit de regel van Benedictus, en ook werden hier de opdrachten en roosters verstrekt voor de werkzaamheden.
De slaapzaal van de monniken is tijdens de door Gustave Fayet geleide restauratie omgebouwd tot een auditorium voor muziekuitvoeringen. De noordelijke wand is door Burgstahl voorzien van fresco’s. Opvallend zijn de gebrandschilderde ramen eveneens ontworpen door Burgstahl. De slaapzaal van de lekenbroeders is door Burgstahl voorzien van gebrandschilderde ramen met een mozaïekachtig patroon. Er is glas verwerkt afkomstig van in de Eerste Wereldoorlog verwoeste ramen van kathedralen uit Noord en Oost Frankrijk.